# Островки (Вёшковское сельское поселение)
Островки — деревня в Угранском районе Смоленской области России. Входит в состав Знаменского сельского поселения. До 2017 года входила в состав Вёшковского сельского поселения.
Население — 6 жителей (2007 год).
Расположена в юго-восточной части области в 27 км к северо-востоку от Угры, в 0,1 км западнее автодороги Р132 Вязьма — Калуга — Тула — Рязань, на берегу реки . В 6 км северо-западнее от деревни находится железнодорожная станция О.п. 22-й км на линии Торжок-Брянск.

## История
В годы Великой Отечественной войны деревня была оккупирована гитлеровскими войсками в октябре 1941 года, освобождена в марте 1943 года.